# Лео Сауер
Ле́о Са́уер (словац. Leo Sauer; нар. 16 грудня 2005, Братислава) — словацький футболіст, вінгер нідерландського клубу «Феєнорд» і збірної Словаччини.

## Клубна кар'єра

### «Жиліна»
Почав займатись футболом в академії клубу «Слован». Влітку 2018 року став гравцем футбольної академії клубу «Жиліна». 27 лютого 2022 року дебютував за «Жиліну 2» (резервну команду «Жиліни») у матчі Другої ліги Словаччини проти «Петржалки».

### «Феєнорд»
2022 року перейшов на правах оренди в нідерландський клуб «Феєнорд», але вже 3 квітня 2023 року підписав повноцінний трирічний контракт з клубом. 20 серпня 2023 року дебютував за «Феєнорд» у поєдинку Ередивізі проти «Спарти» (Роттердам), вийшовши на заміну по перерві, і відзначився забитим голом. 19 вересня дебютував в єврокубках в матчі групового етапу Ліги чемпіонів УЄФА проти «Селтіка», замінивши Луку Іванушеця. 1 березня 2024 року продовжив контракт з «Феєнордом» до літа 2028 року.
21 березня 2024 року отримав нагороду Петера Дубовського (найкращому гравцю Словаччини до 21 року). У своєму дебютному сезоні за «Феєнорд» забив 2 голи у 15 матчах, допомігши команді здобути Кубок Нідерландів.

#### Оренда в НАК (Бреда)
12 серпня 2024 року на правах оренди перейшов в клуб НАК (Бреда) до кінця сезону. 31 серпня дебютував за «Бреду» в матчі Ередивізі проти «Геренвена», вийшовши на заміну Домініку Яношеку. 26 жовтня 2024 року в поєдинку Ередивізі проти «Валвейка» забив свій перший гол за «Бреду», реалізувавши пенальті.
У березні 2025 року вдруге став володарем нагороди Петера Дубовського.

## Кар'єра в збірній
Виступав за збірні Словаччини до 17, до 19, до 20 і до 21 року. У травні 2023 року потрапив у заявку збірної до 20 років на молодіжний чемпіонат світу 2023 в Аргентині. На турнірі зіграв в усіх 4 матчах свої команди, а словаки вибули в 1/8 фіналу, поступившись колумбійцям.
5 жовтня 2023 року вперше викликаний до збірної Словаччини головним тренером Франческо Кальцоною для участі в матчах відбіркового турніру до чемпіонату Європи 2024 проти збірних Португалії і Ліхтенштейну. 26 березня 2024 року дебютував за збірну Словаччини в товариському матчі з Норвегією, замінивши Роберта Боженика.
7 червня 2024 року включений до офіційної заявки збірної Словаччини для участі в матчах фінальної частини чемпіонату Європи 2024 в Німеччині. На турнірі зіграв у матчі групового етапу проти збірної України, а словаки дійшли до чвертьфіналу, де поступились англійцям.
В червні 2025 року потрапив в заявку збірної до 21 року на домашній молодіжний чемпіонат Європи. На турнірі провів три матчі, а його команда не вийшла з групи.

## Особисте життя
Його старший брат Маріо, також професіональний футболіст і виступає за «Тулузу».

## Статистика виступів

### Клубна статистика
Станом на 12 серпня 2025 
| Клуб              | Сезон             | Чемпіонат         | Чемпіонат | Чемпіонат | Кубок | Кубок | Єврокубки | Єврокубки | Інші  | Інші | Всього | Всього |
| Клуб              | Сезон             | Дивізіон          | Матчі     | Голи      | Матчі | Голи  | Матчі     | Голи      | Матчі | Голи | Матчі  | Голи   |
| ----------------- | ----------------- | ----------------- | --------- | --------- | ----- | ----- | --------- | --------- | ----- | ---- | ------ | ------ |
| Жиліна Б          | 2021–22           | Друга ліга        | 5         | 0         | —     | —     | —         | —         | —     | —    | 5      | 0      |
| Феєнорд           | 2023–24           | Ередивізі         | 13        | 2         | 0     | 0     | 2         | 0         | 0     | 0    | 15     | 2      |
| Феєнорд           | 2025–26           | Ередивізі         | 1         | 0         | 0     | 0     | 2         | 0         | 0     | 0    | 3      | 0      |
| Феєнорд           | Всього            | Всього            | 14        | 2         | 0     | 0     | 4         | 0         | 0     | 0    | 18     | 2      |
| → НАК Бреда       | 2024–25           | Ередивізі         | 31        | 7         | 1     | 0     | —         | —         | 0     | 0    | 32     | 7      |
| Всього за кар'єру | Всього за кар'єру | Всього за кар'єру | 50        | 9         | 1     | 0     | 4         | 0         | 0     | 0    | 55     | 9      |

1. 1 2  Матчі в Лізі чемпіонів УЄФА

### Міжнародна статистика
Станом на 19 листопада 2024 
| Збірна            | Сезон             | Товариські | Товариські | Офіційні | Офіційні | Всього | Всього |
| Збірна            | Сезон             | Матчі      | Голи       | Матчі    | Голи     | Матчі  | Голи   |
| ----------------- | ----------------- | ---------- | ---------- | -------- | -------- | ------ | ------ |
| Словаччина        |                   |            |            |          |          |        |        |
| 2024              | 2                 | 0          | 2          | 0        | 4        | 0      |        |
| Всього за кар'єру | Всього за кар'єру | 2          | 0          | 2        | 0        | 4      | 0      |

### Матчі за збірну
Станом на 19 листопада 2024 
| Матчі Лео Сауера за збірну Словаччини | Матчі Лео Сауера за збірну Словаччини | Матчі Лео Сауера за збірну Словаччини | Матчі Лео Сауера за збірну Словаччини | Матчі Лео Сауера за збірну Словаччини | Матчі Лео Сауера за збірну Словаччини | Матчі Лео Сауера за збірну Словаччини | Матчі Лео Сауера за збірну Словаччини |
| №                                     | Дата                                  | Суперник                              | Рахунок                               | Голи                                  | Картки                                | Хвилини                               | Змагання                              |
| ------------------------------------- | ------------------------------------- | ------------------------------------- | ------------------------------------- | ------------------------------------- | ------------------------------------- | ------------------------------------- | ------------------------------------- |
| 1                                     | 26 березня 2024                       | Норвегія                              | 1–1                                   |                                       |                                       | 7'                                    | Товариський матч                      |
| 2                                     | 5 червня 2024                         | Сан-Марино                            | 4–0                                   |                                       |                                       | 45'                                   | Товариський матч                      |
| 3                                     | 21 червня 2024                        | Україна                               | 1–2                                   |                                       |                                       | 4'                                    | Фінальні матчі ЧЄ-2024                |
| 4                                     | 19 листопада 2024                     | Естонія                               | 1–0                                   |                                       | 90'                                   | 30'                                   | Ліга націй УЄФА 2024–25 (C)           |

Всього: 4 матчі / 0 голів; 2 перемоги, 1 нічия, 1 поразка.

## Досягнення
«Феєнорд»
- Володар Кубка Нідерландів: 2023–24[29]
- Володар Суперкубка Нідерландів: 2024[30]

Особисті досягнення
- Нагорода Петера Дубовського (2): 2023[31], 2024[32]